# Hofmeister-Knick

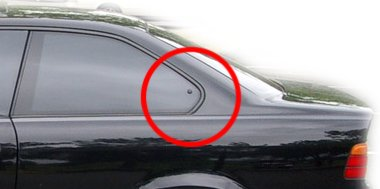
Hofmeister-Knick beim BMW 3er-Coupé (E36 (1990))

Der Hofmeister-Knick (englisch Hofmeister-Kink) ist die Bezeichnung für einen geknickten Übergang an der hinteren Fahrzeugsäule zur geraden Linie unterhalb des Seitenfensters.

## Geschichte
Benannt ist diese Gestaltung der hinteren Fahrzeugsäule nach dem Konstrukteur und BMW-Bereichsleiter Wilhelm Hofmeister, obwohl es sie schon vorher gab. Zu den ersten Fahrzeugen mit diesem Stilelement gehören das von Rick Dore gestaltete Cadillac-Coupé der Serie 61 von 1949 und einige Modelle des von Howard A. ‘Dutch’ Darrin gestalteten Kaiser Special ab 1951. Hofmeister war von 1955 bis 1970 Chefdesigner von BMW und verwendete das Stilelement 1961 beim BMW 3200 CS „Bertone“ und der „Neuen Klasse“. Ursprünglich aus statischen Gründen konstruiert, ziert der Hofmeister-Knick bis heute viele BMW-Modelle aus Gestaltungsgründen. Pietro Frua verwendete sie 1966 für ein Jaguar-Coupé (Jaguar S-Type 3,8 l Coupé, 3/1966), weitere, auch spätere ähnliche Gestaltungen einiger Hersteller finden sich.
Von 1962 bis 1970 hatte das Lancia Flavia Coupé diesen Knick. Auch verschiedene Opel-Modelle wie der Ascona B, Ascona C, Monza A1 / A2 sowie den Fahrzeugen der GM-J-Plattform waren von 1975 bis etwa 1988 so gestaltet. Obwohl der Knick überwiegend in höherpreisigen Fahrzeugen eingesetzt wird, zeigte ab der Modellpflege 1977 der Kleinwagen Fiat 127 dieses Gestaltungsmerkmal. Automobile des schwedischen Fahrzeugherstellers Saab hatten mit dem „hockey stick“ ein ähnliches Merkmal.

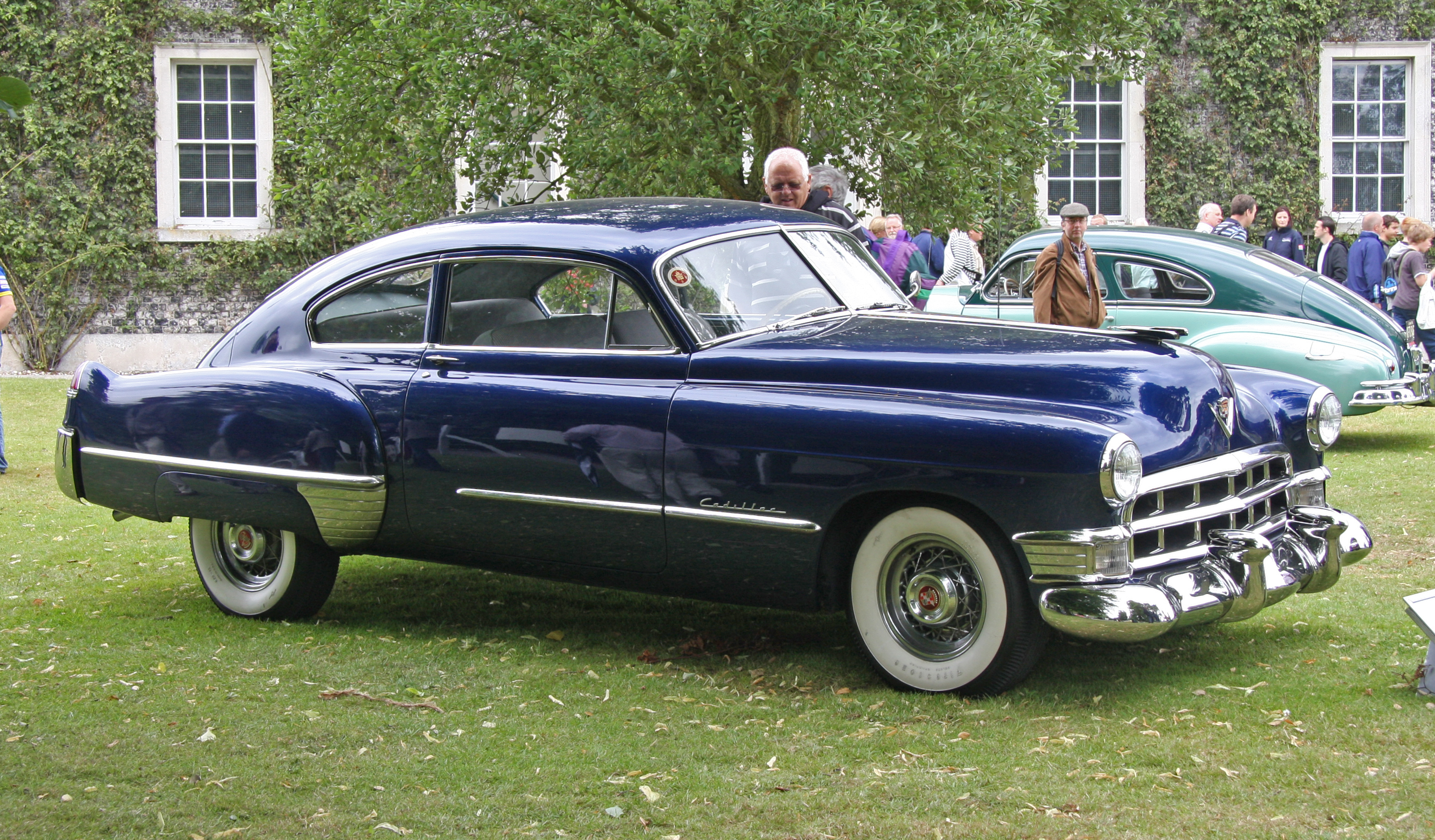
Cadillac Series 61 Fastback, 1949
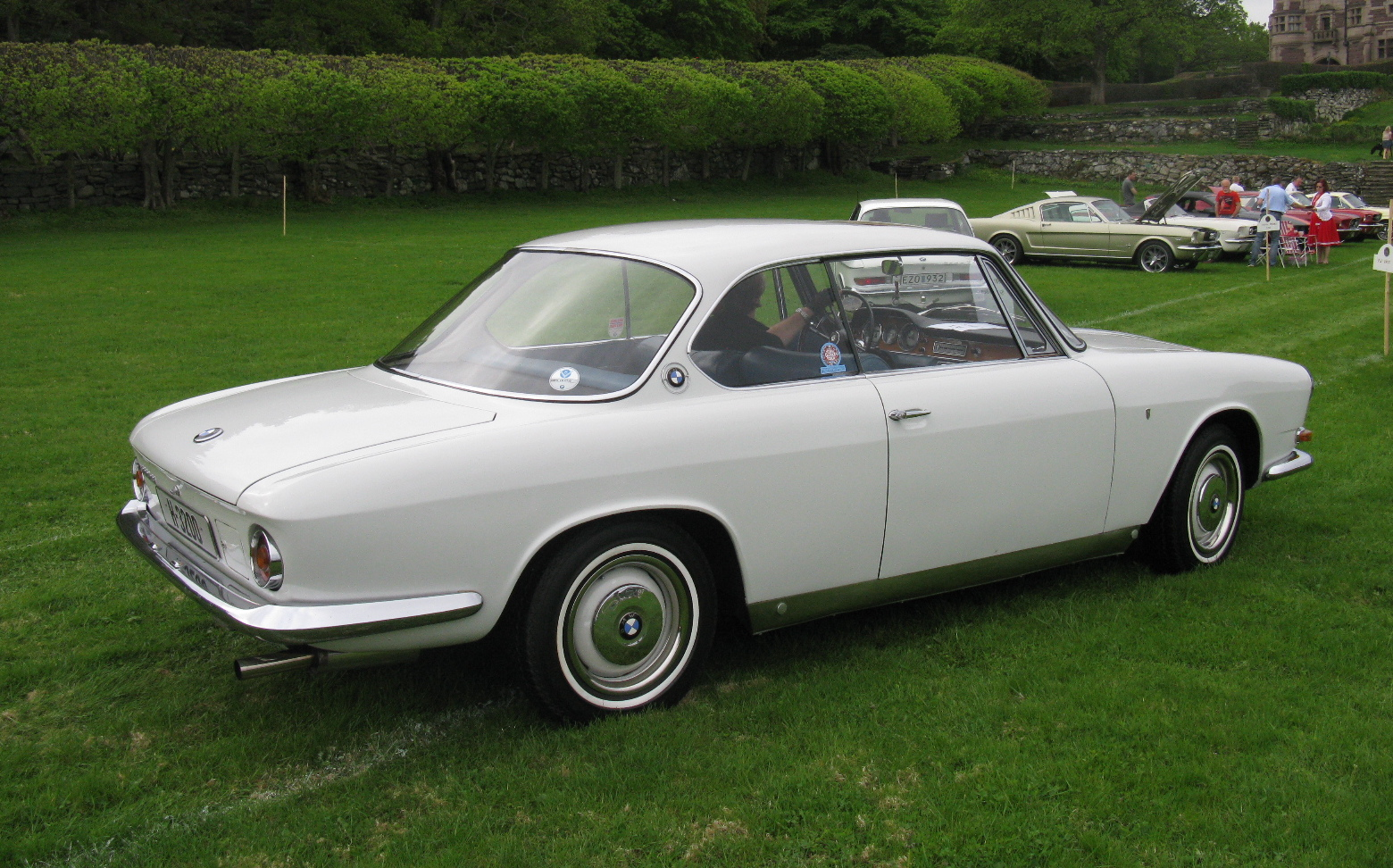
BMW 3200 CS, 1961–1965
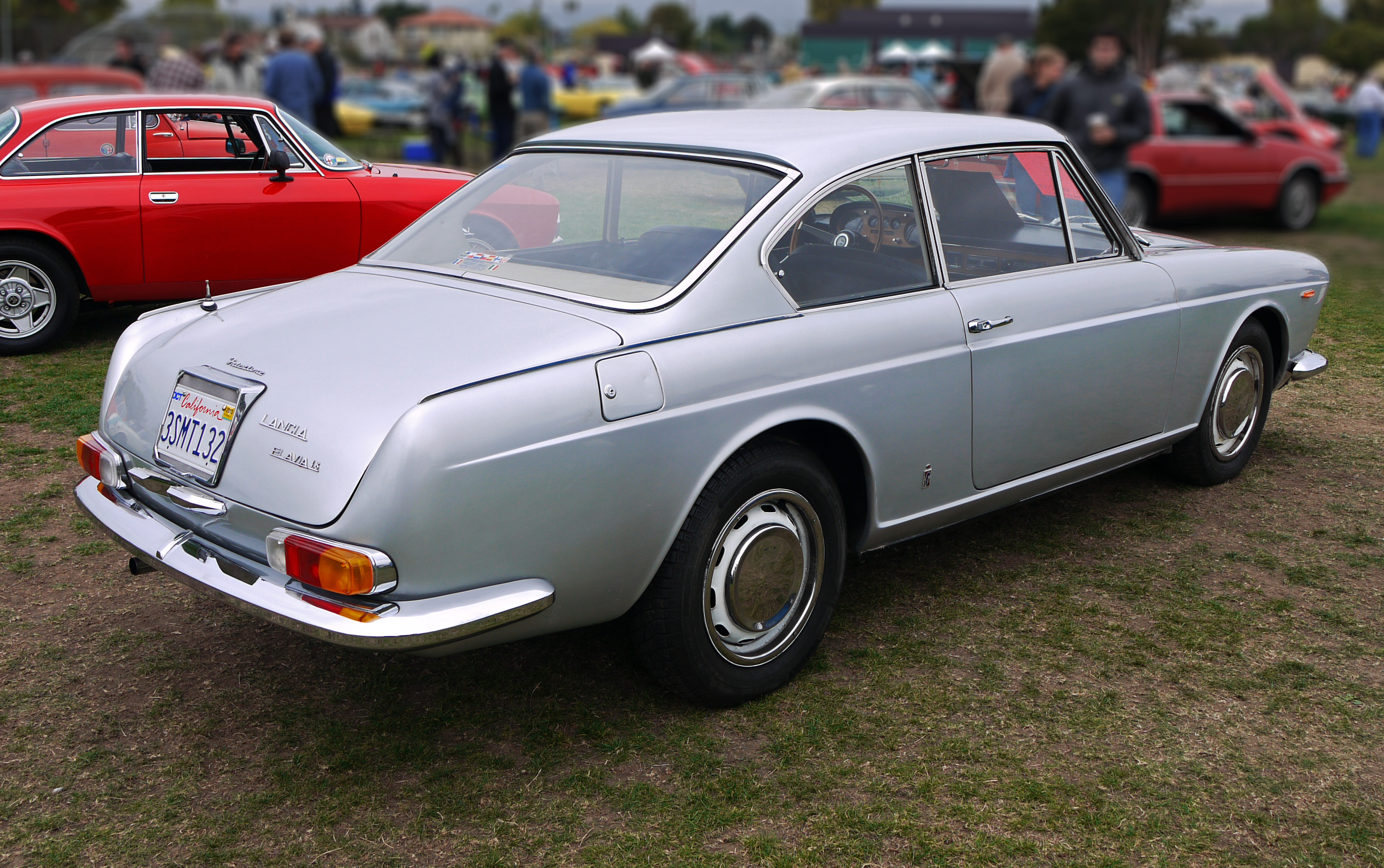
Lancia Flavia Coupé, 1962–1967
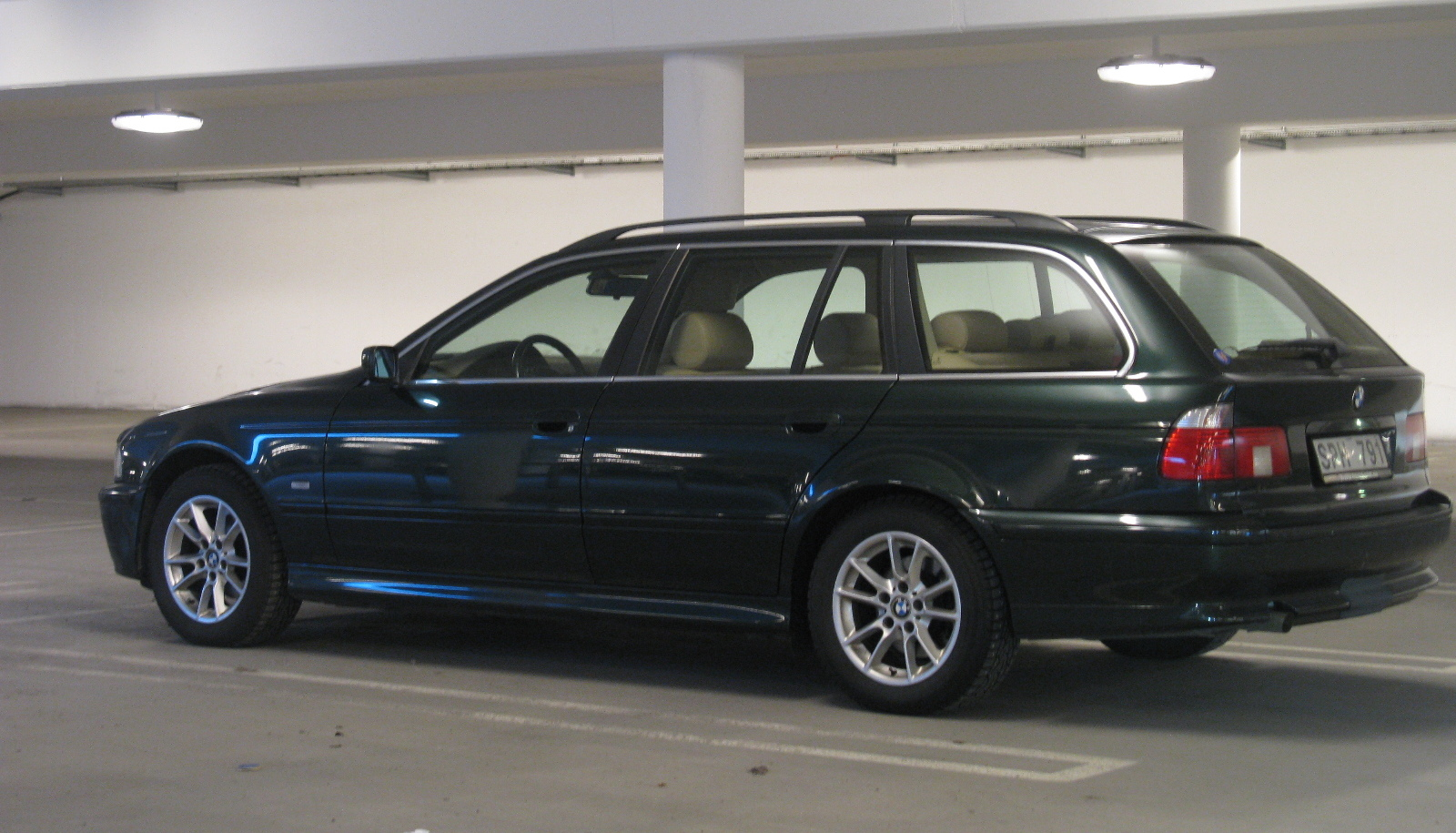
BMW 5er Touring (E39), 1997–2004, Nachfolger E34, Anwendung an der D-Säule

2003 setzte BMW beim X3 (E83) eine neue Variation des Gestaltungselements ein: der Knick mündet in eine fallende, nicht mehr waagerechte Fensterunterkante.
Der Hofmeister-Knick wird wie die Niere als Erkennungszeichen von BMW-Fahrzeugen angesehen. Beginnend 2023 mit dem 5er (G60) über den 1er (F70) und das 2er Gran Coupé (F74) wird die Modellreihenziffer auch im Hofmeister-Knick platziert.

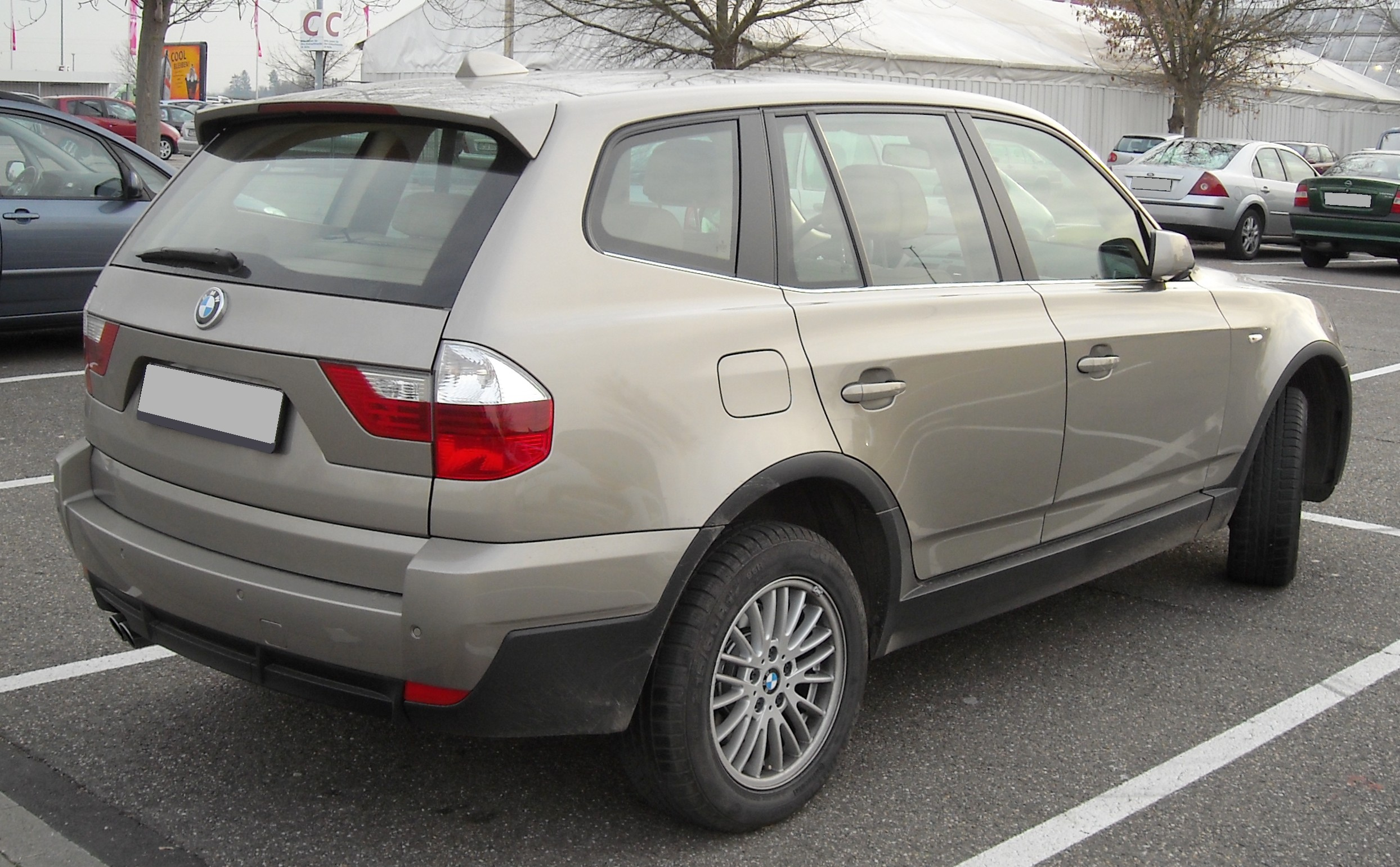
Hofmeister-Knick beim BMW X3 (E83), 2003–2010
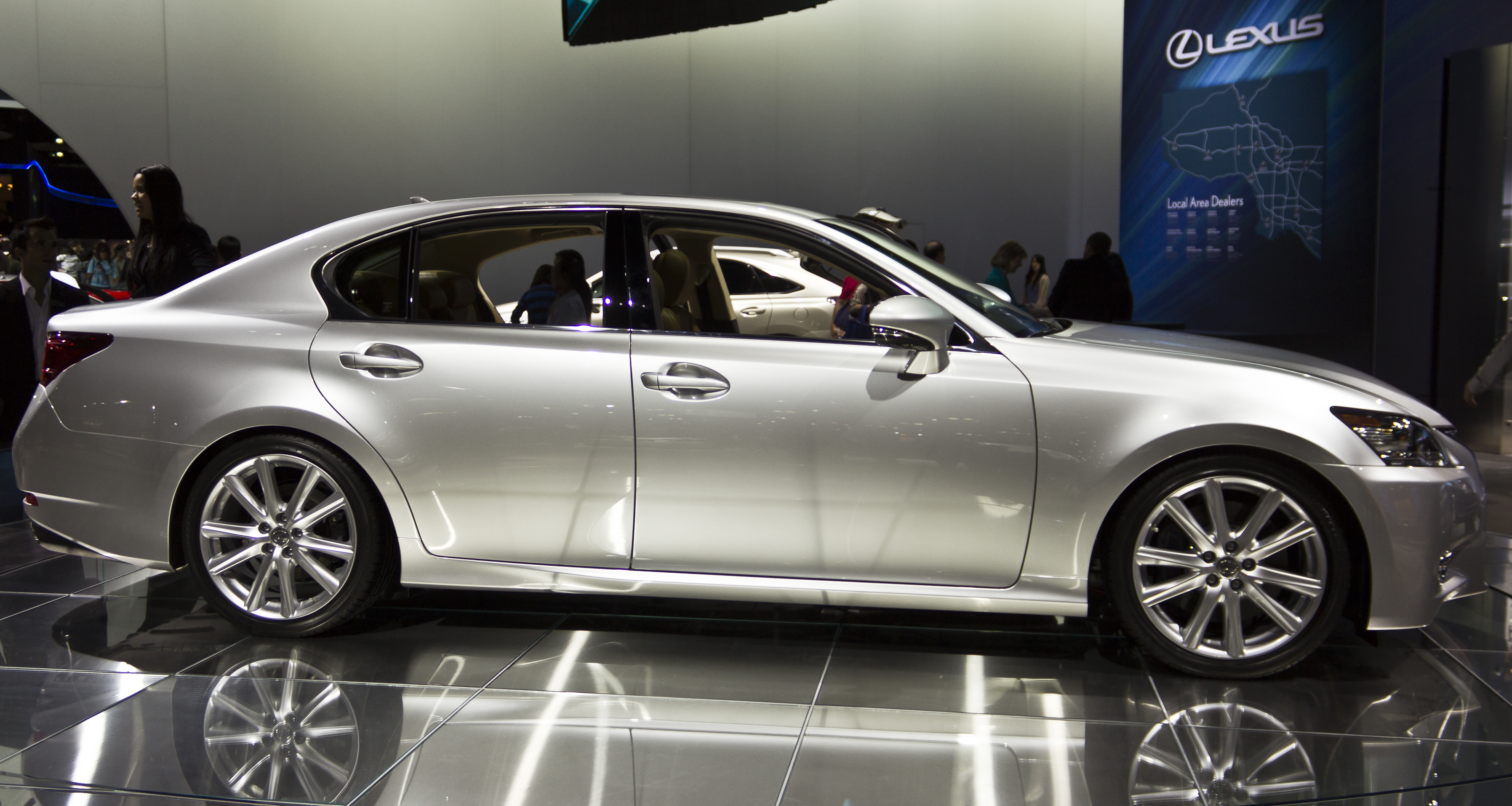
Lexus GS, 2011–2020
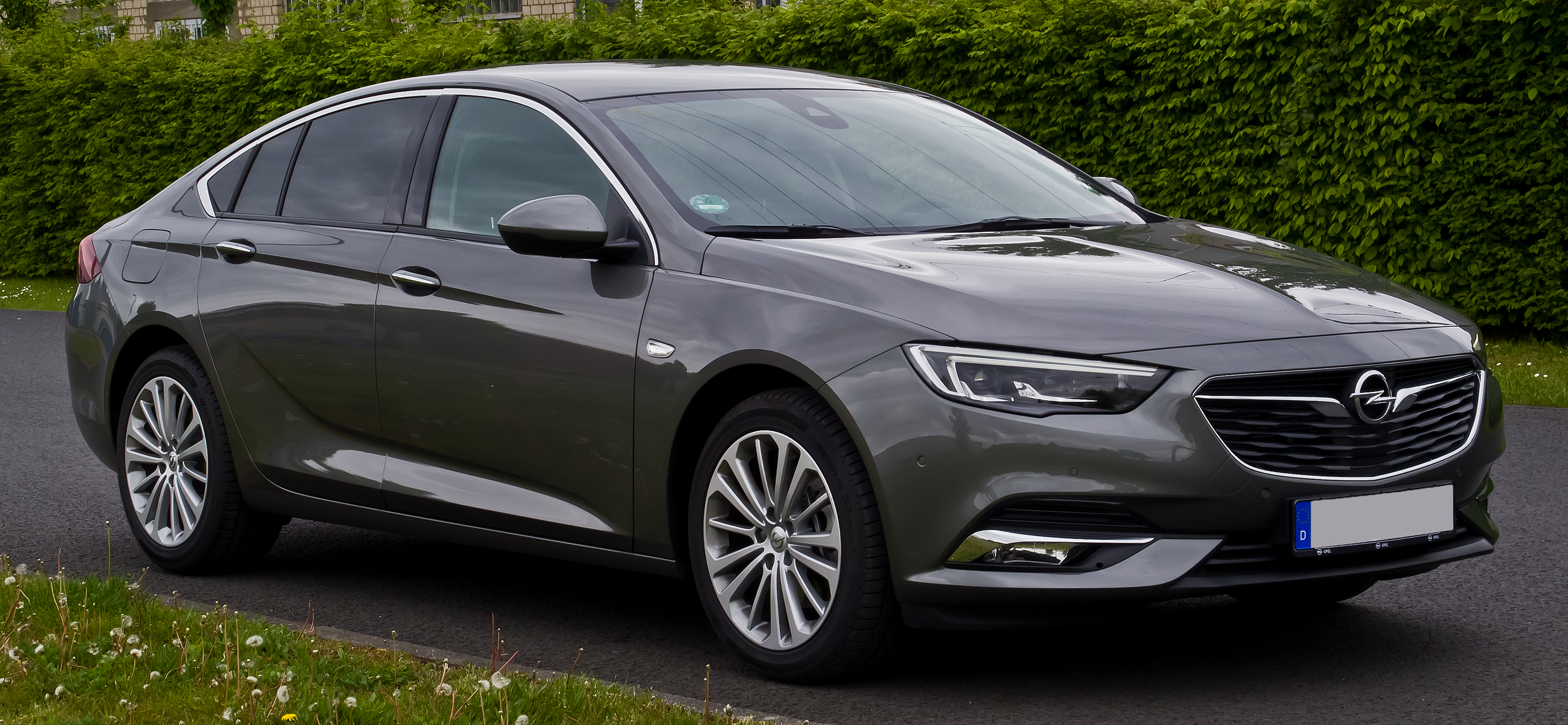
Opel Insignia B, 2017–2022
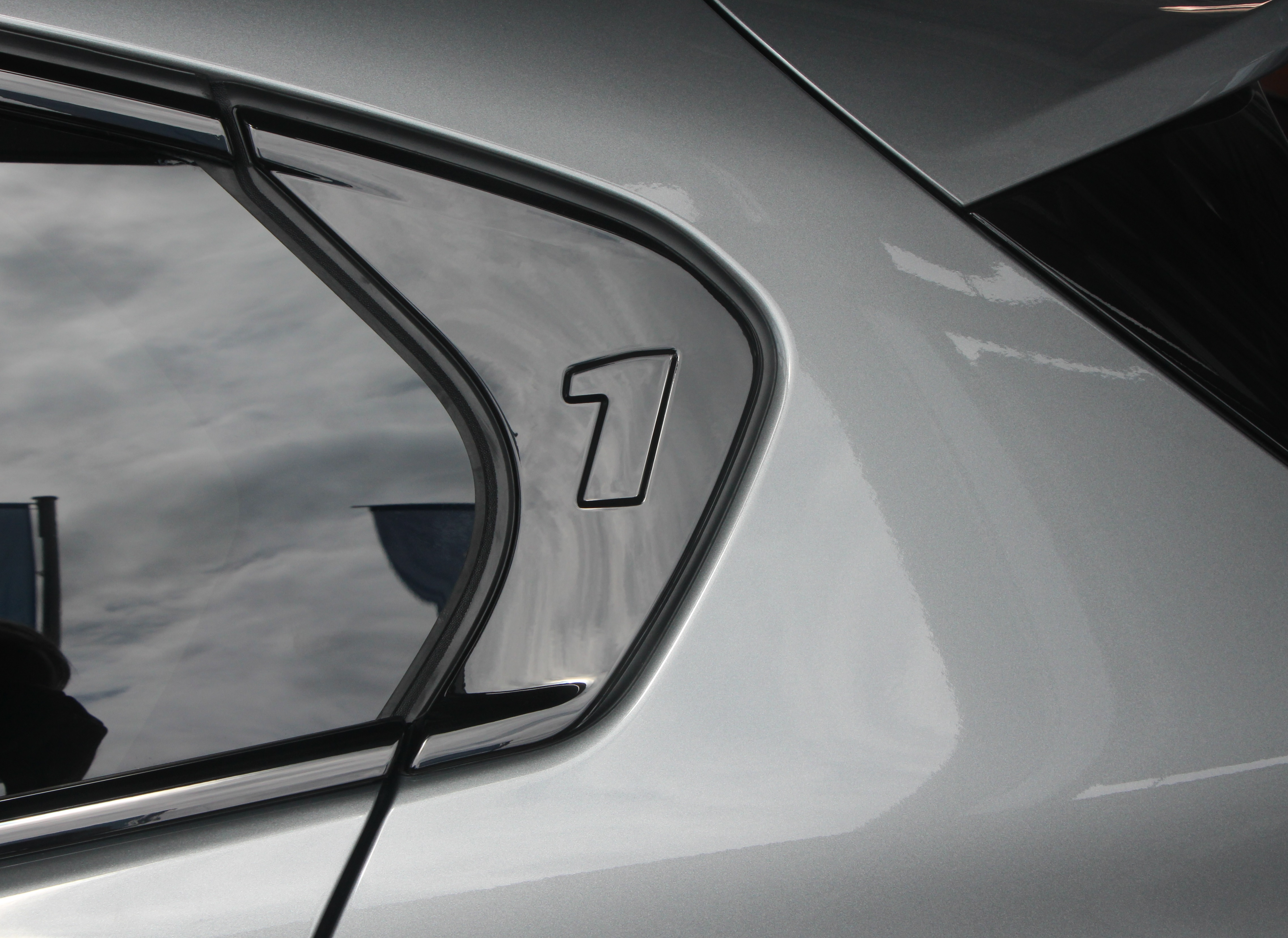
Hofmeister-Knick beim BMW 1er (F70) mit eingeprägter Modellreihenziffer, seit 2024